# スローロリス
スローロリス（英語: slow loris）は、霊長目ロリス科に分類されるスローロリス属（スローロリスぞく、Nycticebus）の構成種の総称。コンカン、カッケイ、懶猴、ノロマザル、ドウケザルとも呼ぶ。

## 特徴
中国南部、インド東部、バングラデシュ、アッサムからベトナム、マレー半島、ジャワ島、ボルネオ島などに分布。丸い頭で、鼻は濡れており(rhinarium) 、耳は小さく厚い毛に覆われ、顔は平たく、大きな目を持つ。尻尾は退化している。夜行性で樹上生活をする。一般的に常緑樹林に生息しており、密な林冠の連続した熱帯多雨林に好んで生息する。同サイズの哺乳類と比べて、スローロリスの代謝は極めて遅い。樹液、花蜜、果物、昆虫、小鳥等を食料とする。

## 名称
スンダスローロリス N. coucang の英名 Sunda slow loris は、この種が発見されたマレー諸島西部のスンダ列島に由来する。Greater slow loris と呼ばれることもある。インドネシア語で「恥ずかしがり屋」を意味する malu-malu と呼ばれることもある。他にも本種を指す呼称として bukang 、 Kalamasan がある。クスクスと混同され Kuskus と呼ばれることもある。マレーシアでは kongkang や kera duku（kera はマレー語でサルという意味で、duku はセンダン科の Lansium domesticum を指す）と呼ばれることがある。タイでは ling lom (ลิงลม)と呼ばれる。この言葉は英語で表現すると "wind monkey" となる。
「ロリス」はオランダ語で「道化師（ピエロ）」を意味する「Loris」が語源で、目の周りの模様や、ゆっくり動く動作がピエロを彷彿させる所以とされる。

## 形態
頭胴長は約26.5 - 38 cm、体重は約0.4 - 2 kgである。尻尾は無く、体の背面は淡い灰褐色から暗い赤褐色、腹面は白色から灰色である。首から背中にかけて黒い線が走る。目が大きく、その周りには暗色のリングがある。鼻から額にかけては白く、後頭から背筋にそって暗色の縞がある。ベンガルスローロリス N. bengalensis の灰色っぽい毛皮に比べて、N. coucang の毛皮は茶色みを帯びている。レッサースローロリスに比べて顔の白い部分が少ない。ただし生息する地方によって形態の変動がある。

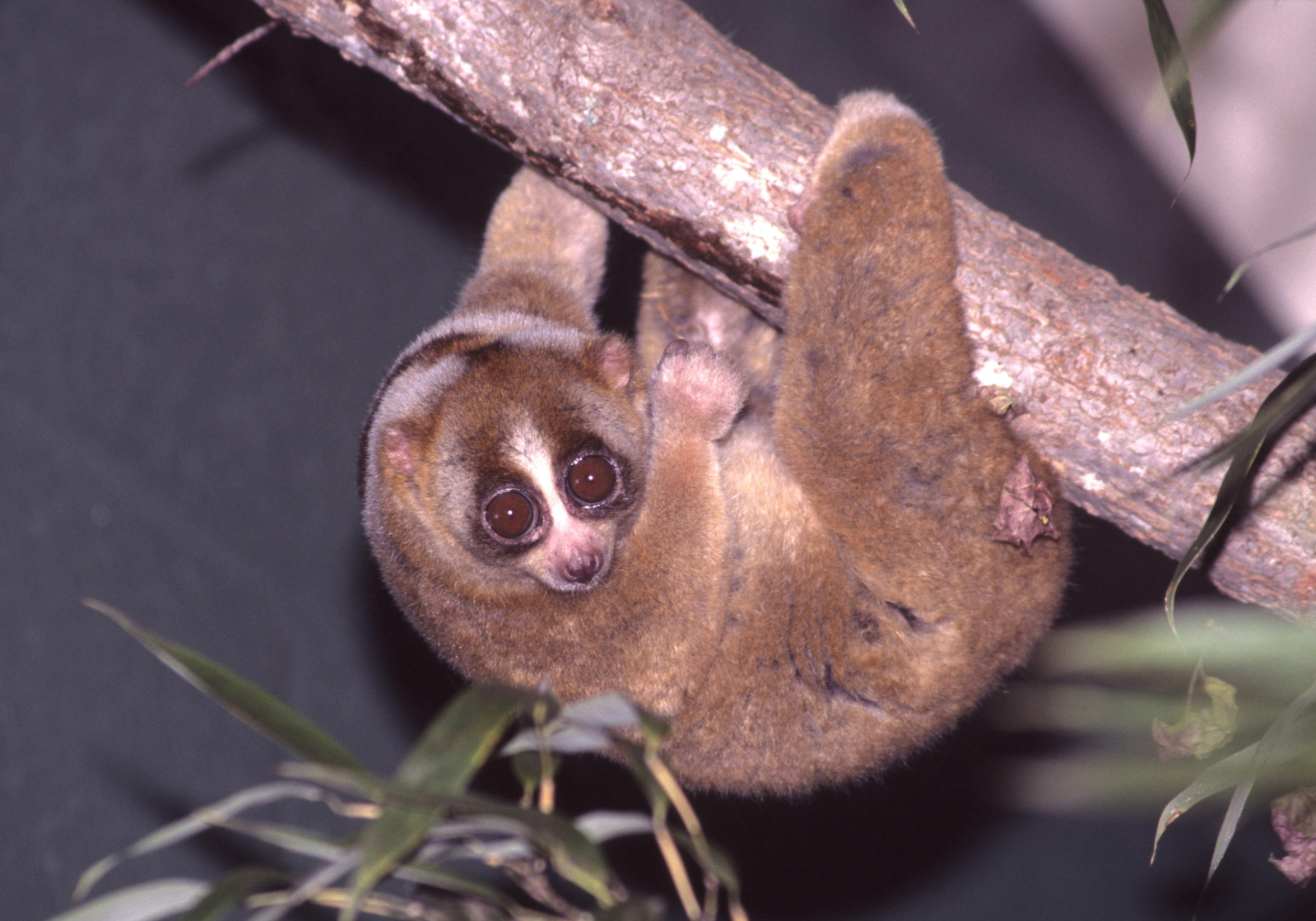
スローロリスは大抵、手足を3本以上使って枝に掴まっている

ベンガルスローロリスと異なり、N. coucang の雌雄の体格差はあまりない。尻尾はずんぐりとした痕跡器官に退化しており、毛の下に覆い隠されている。中指が短く、握力が強い。他のロリス類と同様に、スローロリスは腕の下の腺から強い臭いのする液体を分泌し、他の個体とのコミュニケーションに使用している。

## 分類
属名 Nycticebus は「夜のサル」の意。
以下の現生種の分類・和名・英名は、日本モンキーセンター霊長類和名編纂ワーキンググループ (2024) に従う。
- Nycticebus bancanus バンカスローロリス Bangka slow loris[注釈 1]
- Nycticebus bengalensis ベンガルスローロリス Bengal slow loris[注釈 2]
- Nycticebus borneanus ボルネオスローロリス Bornean slow loris[注釈 1]
- Nycticebus coucang スンダスローロリス Sunda slow loris
- Nycticebus hilleri スマトラスローロリス Sumatran slow loris[注釈 3]
- Nycticebus javanicus ジャワスローロリス Javan slow loris[注釈 4]
- Nycticebus kayan カヤンスローロリス Kayan slow loris[注釈 1]
- Nycticebus menagensis フィリピンスローロリス Philippine slow loris[注釈 5]
- Nycticebus pygmaeus レッサースローロリス Lesser slow loris[注釈 6]

スローロリスは1785年にオランダの医師であり博物学者の Pieter Boddaert によって Tardigradus coucang という学名で初めて記載された。しかし遡る1770年にオランダ人 Arnout Vosmaer (1720?1799) によって、この種はナマケモノの一種として記述されていた。Vosmaer はスローロリスに "le paresseuz pentadactyle du Bengale" (ベンガルの五本指のナマケモノ) という仏語名をつけた。しかし Boddaert は後に、この種はロリス類に分類されるべき種であると論じた。1800年から1907年までに本種以外のスローロリス属の種がいくつか報告された。霊長類学者の William Charles Osman Hill は、彼の著作 Primates: Comparative Anatomy and Taxonomy において、それまで発見されていた全てのスローロリスを1つの種 N. coucang に統合した。1971年にレッサースローロリスを独立種として分割し本属を2種とする説が提唱された。2001年にスローロリス N. coucang からベンガルスローロリス N. bengalensis を分割し、本属を3種とする説が提唱された。2010年に N. coucang から亜種であった N. javanicus と N. menagensisを分割し、本属を5種とする説が提唱された。種の分類は、体の大きさ、毛色、頭の模様といった形態的な違いを基にしている。
イギリス人動物学者のオールドフィールド・トーマスなどは、模式標本として使った個体にはいくつか不明瞭な点が存在すると指摘してタイプ種（模式種）の設定に疑問を呈し、代わりに N. bengalensis を模式種にすることを提案している。この種は2n＝50の染色体を持ち、ゲノムサイズは3.58ピコグラムである。X染色体、Y染色体以外の染色体のうち22はメタセントリック染色体で、26はサブメタセントリック染色体。アクロセントリック染色体は無い。X染色体はサブメタセントリック染色体で、Y染色体はメタセントリック染色体である。
スローロリス属の系統学的関係は、ミトコンドリア遺伝子マーカーであるD-loopやシトクロムb遺伝子から導き出したDNAの配列を元に調査されている。同時にそれまでの形態学的分類は、分子生物学的手法によって得られた進化的な関係と一致しているのかどうか確かめられている。分子生物学的な調査の結果より、それまでに確認されていた系統（レッサースローロリス、ベンガルスローロリス、ジャワスローロリス N. javanicus）は遺伝学的に異なっていた。しかし N. coucang とベンガルスローロリスの遺伝子は、比較する個体によっては同種の個体よりも N. coucang とベンガルスローロリスの方が遺伝学的に明らかに近いことがあった。この現象については、2種間に遺伝子移入が起こったのではないかという仮説が立てられた。遺伝子の比較に使用したそれぞれのタクソンの個体の出所が、地域同所性のある同じタイ王国南部なのがその根拠である。そして、2007年に発表された N. coucang と N. bengalensis のミトコンドリアDNAの変化を比較した研究で、2種の間に遺伝子流動があったことが分かり、この仮説は裏付けられた。

## 生態
他のロリスと同じようにスローロリスは樹上生活者で、夜行性である。その動きはとても特徴的で、枝から枝に移動する時、方向転換する時などもほとんど音を立てず、ゆっくりしたスピードを維持したまま行う。手足の握力は強いがジャンプはできず、木々を移動する動きはゆっくりで、肢を動かしている際は支えとして残りの3本の肢を木につけていることが多い。1、2本の肢でかなり長い時間枝にぶら下がっていられる。昼間は枝分かれした木の間や、枝葉の密集した所で休眠をとる。他のロリスと違うのは、生涯の大半を木の上で過ごすことである。例えば N. bengalensis は地面の上で睡眠をとることがよくある。スローロリスは単独で眠ることがほとんどだが、大人の個体を含む何体かが集まって眠っているところも観察されている。

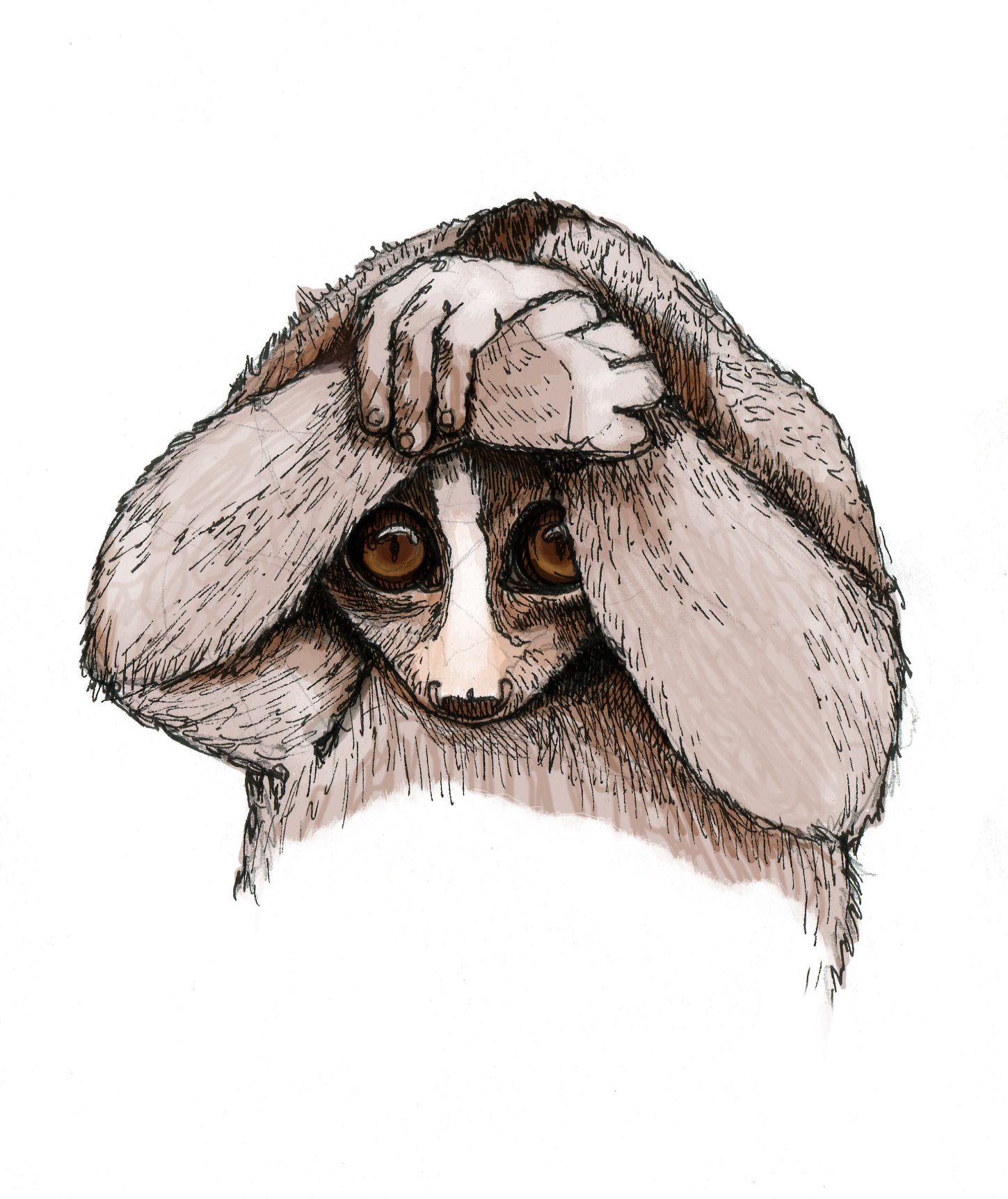
顔を隠すスローロリス

動きが遅いため、スローロリスを含むすべてのロリスは、捕食者から身を守るために適応している。その緩慢な動きは、植生をほとんど乱さず、音を立てることもない。スローロリスは発見されると固まって顔を隠すので、インドネシアでは malu-malu 「恥ずかしがり屋」と呼ばれる。
最もよく食べているのは樹液（34.9%）で、その次は、花蜜やその蜜の生産部分（31.7%）、果物（22.5%）である。通常の動物と異なり、樹液（ガム）を餌とする腸内細菌を有し、栄養を得ているため、「ガム食動物」と呼ばれている。その他にも昆虫やクモなどの節足動物、アフリカマイマイを含む軟体動物、鳥の卵を食べることが知られている。
周年繁殖動物で、約2年間隔で1～2頭の子どもを出産する。妊娠期間は約6カ月である。
全てのスローロリス属の種は、肘の内側の腺から出る分泌物を舐めて唾液と混ぜることで刺激臭のある毒を生成し、それをグルーミングによって全身に広げる。親は子供の体にもグルーミングを通して毒を分け与える。外敵に襲われた時は、体を丸くして毒を含む唾液を塗布した毛皮をむき出しにする、噛み付く、丸まって木から落ちて逃げる、といった行動で身を守る。人間が咬まれると最悪死に至ることもある。しかしスローロリスが外敵から身を守る最も一次的な方法は、保護色によって隠れることである。アミメニシキヘビ、カワリクマタカ Spizaetus cirrhatus、ボルネオオランウータン Pongo pygmaeus などがスローロリスを捕食する生物として報告されている。

## 人間との関係
N. coucang の種小名 coucang は、マレー語やインドネシア語での呼称に由来する。

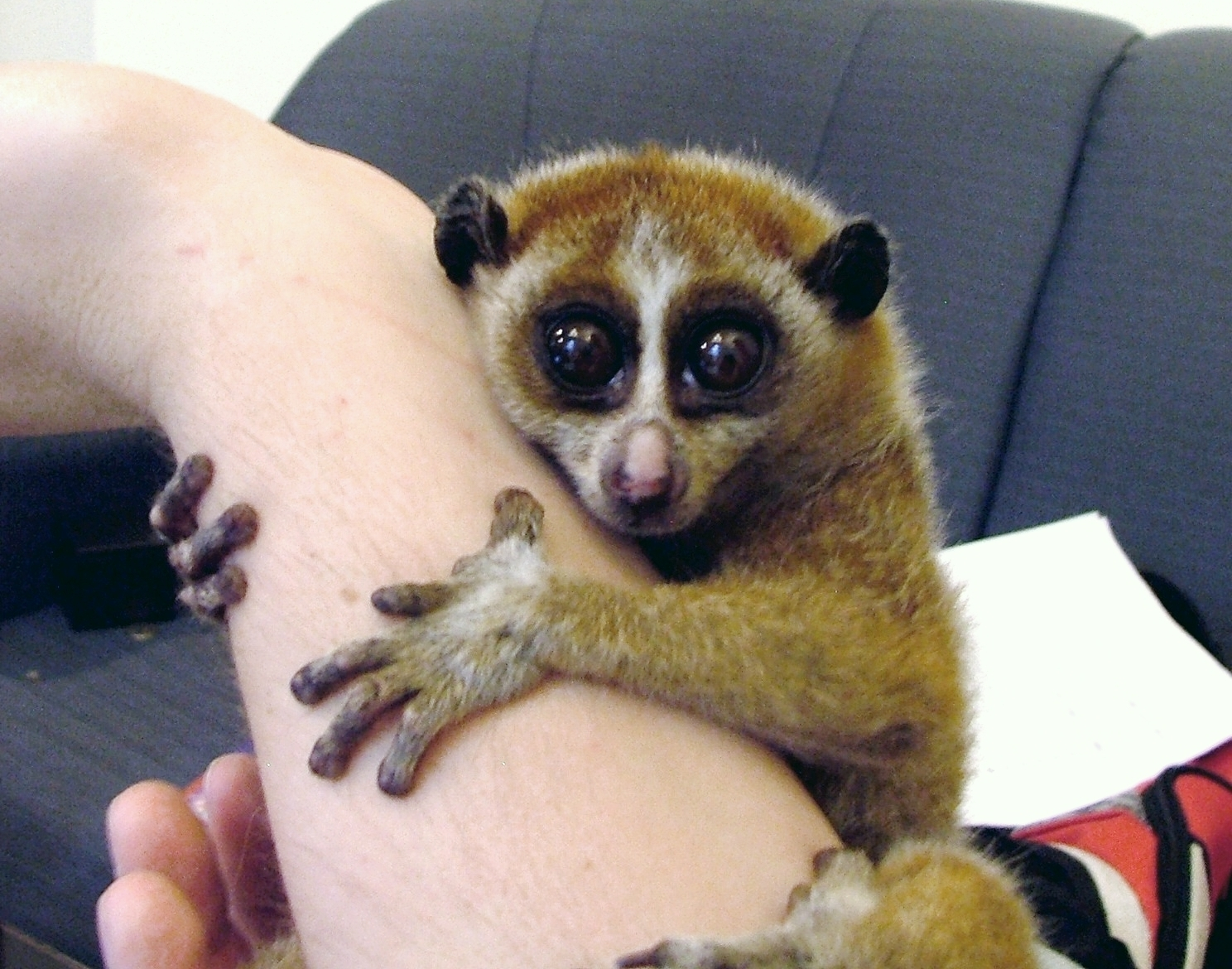
ヒトの腕に掴まるレッサースローロリス N. pygmaeus

1975年のワシントン条約発効時からスローロリス N. coucang として（1977年以降は霊長目単位で）ワシントン附属書IIに掲載され、2007年には属単位でワシントン条約附属書Iに掲載されている。本附属書Iは、商業的な取引により絶滅の可能性にさらされている動物約1200種が掲載されており、スローロリスもその一つである。
スローロリスはペットとしての需要があり、180万円という高値で取引されることもある。野生の個体数は減少傾向にあり、絶滅の危機に晒されている。保護されている霊長類の中では、東南アジアにおいて最もよく取引されている種である。ペットとして売られる時は、飼い主を傷つけないように歯を抜かれてしまうことが多い。抜歯は歯牙感染を引き起こすおそれがある。しかも感染による致死率は90%以上と非常に高い。歯を失ったスローロリスが野生に帰ることは不可能である。捕えられることのストレスや、本来野生では食べることのない果物やおにぎりなどを与えられるといった不適切な栄養状態と飼育環境、感染症などのために、捕獲されたスローロリスの死亡率はとても高く、代替を確保するために多くのスローロリスが捕えられる。
加えて、非合法な伝統医療に利用するためにスローロリスは乱獲されている。その毛皮は創傷を癒すのに使われ、その肉体はてんかんの治療に使用され、目は惚れ薬に使われ、肉は喘息や胃の疾患の治療に使われる。作物を荒らす害獣として駆除されることもある。生息域の減少によっても個体数を大きく減らしている。スローロリスはインドネシアの法律でも保護されているが、そこまで厳格な取締はされていないようである。
動物園で飼育される際は、夜行性の生態を利用して、赤色灯を当てた昼夜逆転の展示室で飼育されることが多い。近年では飼育下でも主食の樹液に相当する餌を与えるケースが増え、増粘剤や乳化剤に用いられるアラビアガムを水に溶かして与えている。それ以前には果実のバナナや蒸し芋が与えられていたが、歯周病や虫歯の原因となること多く、病気のリスクの少ないアラビアガムに代替されている。また長命個体は口内疾患が慢性化する傾向があり、定期の健診や治療が欠かせない。

## 画像

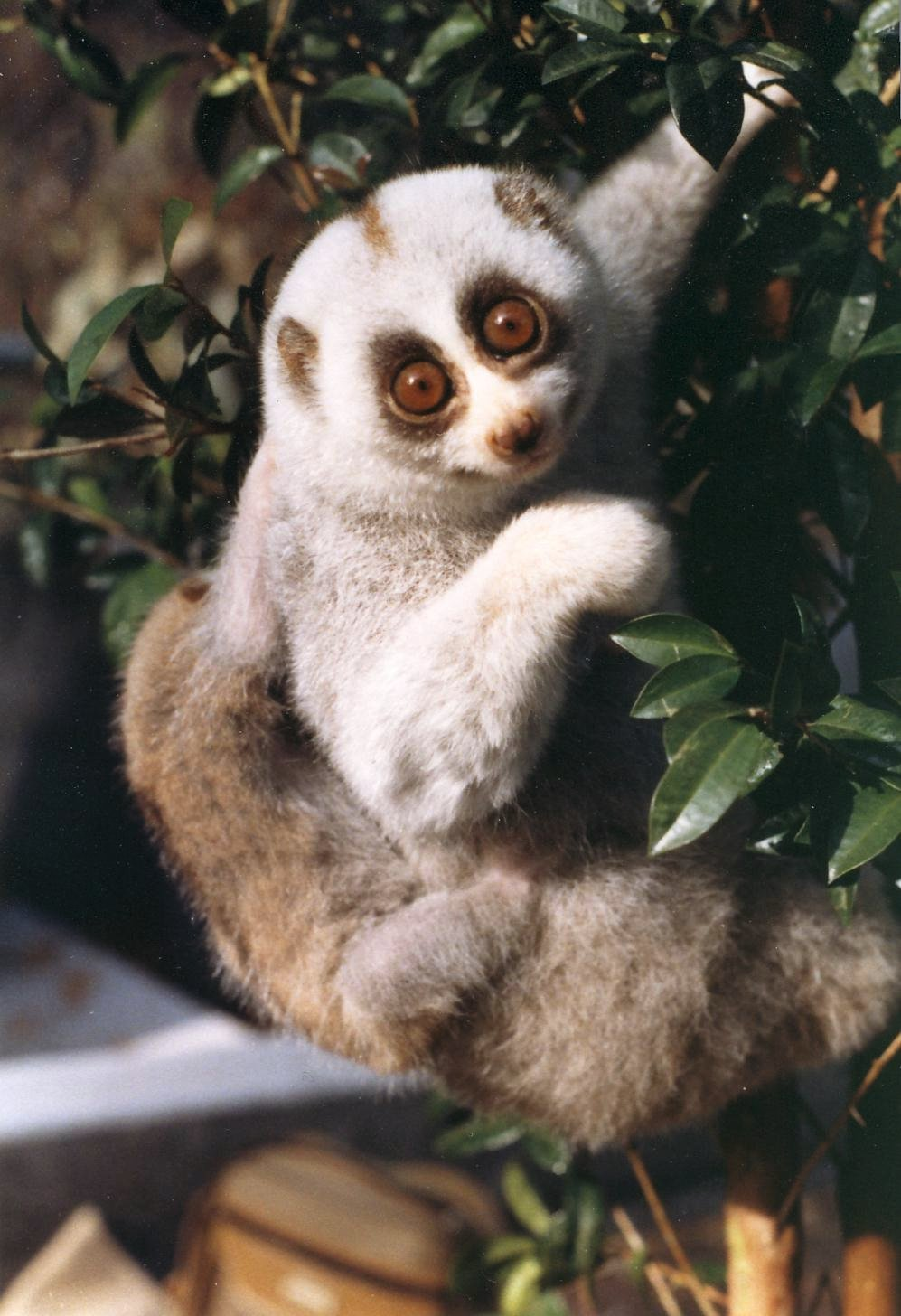
ベンガルスローロリス N. bengalensis
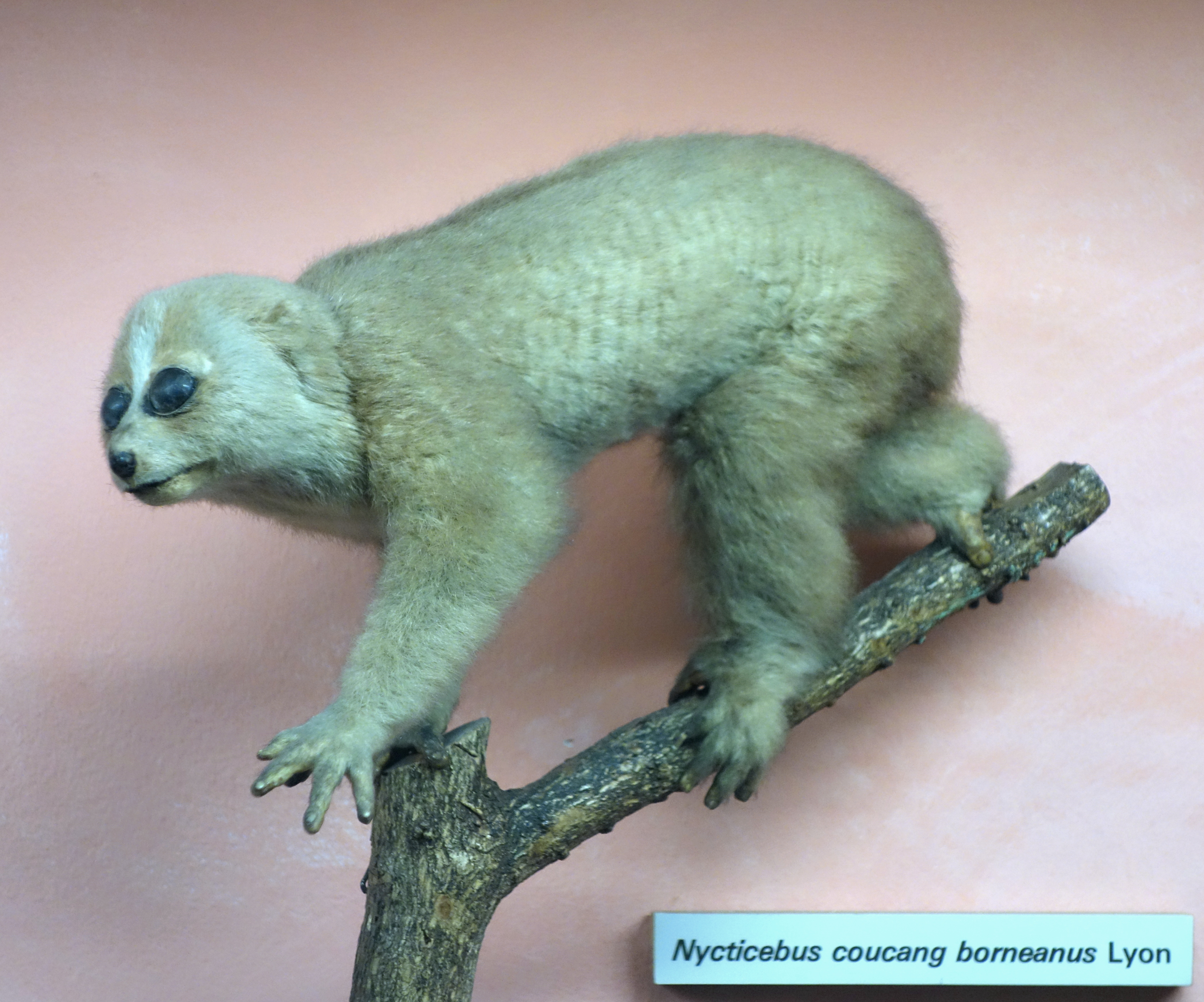
ボルネオスローロリス N. borneanus
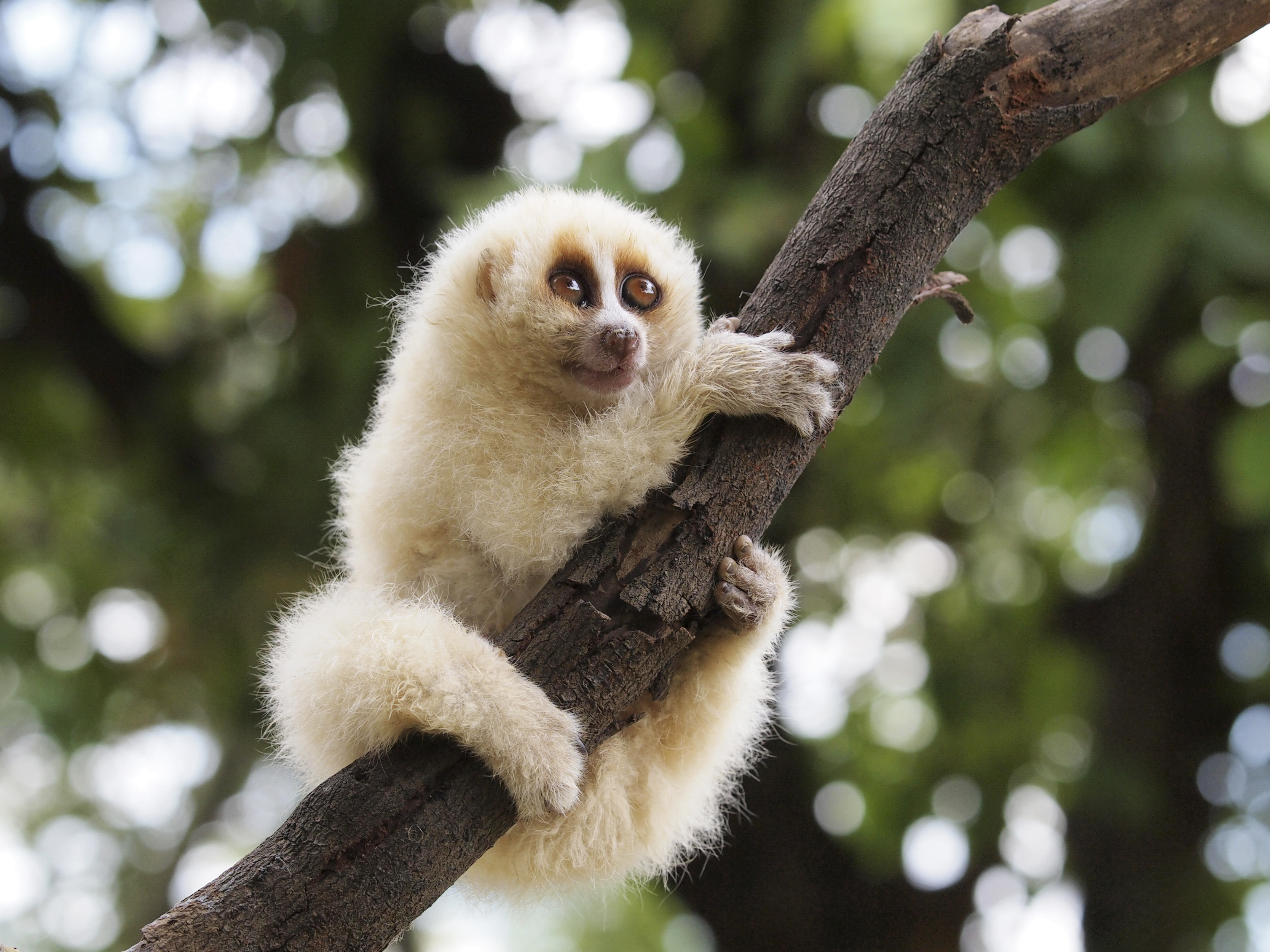
ジャワスローロリス N. javanicus
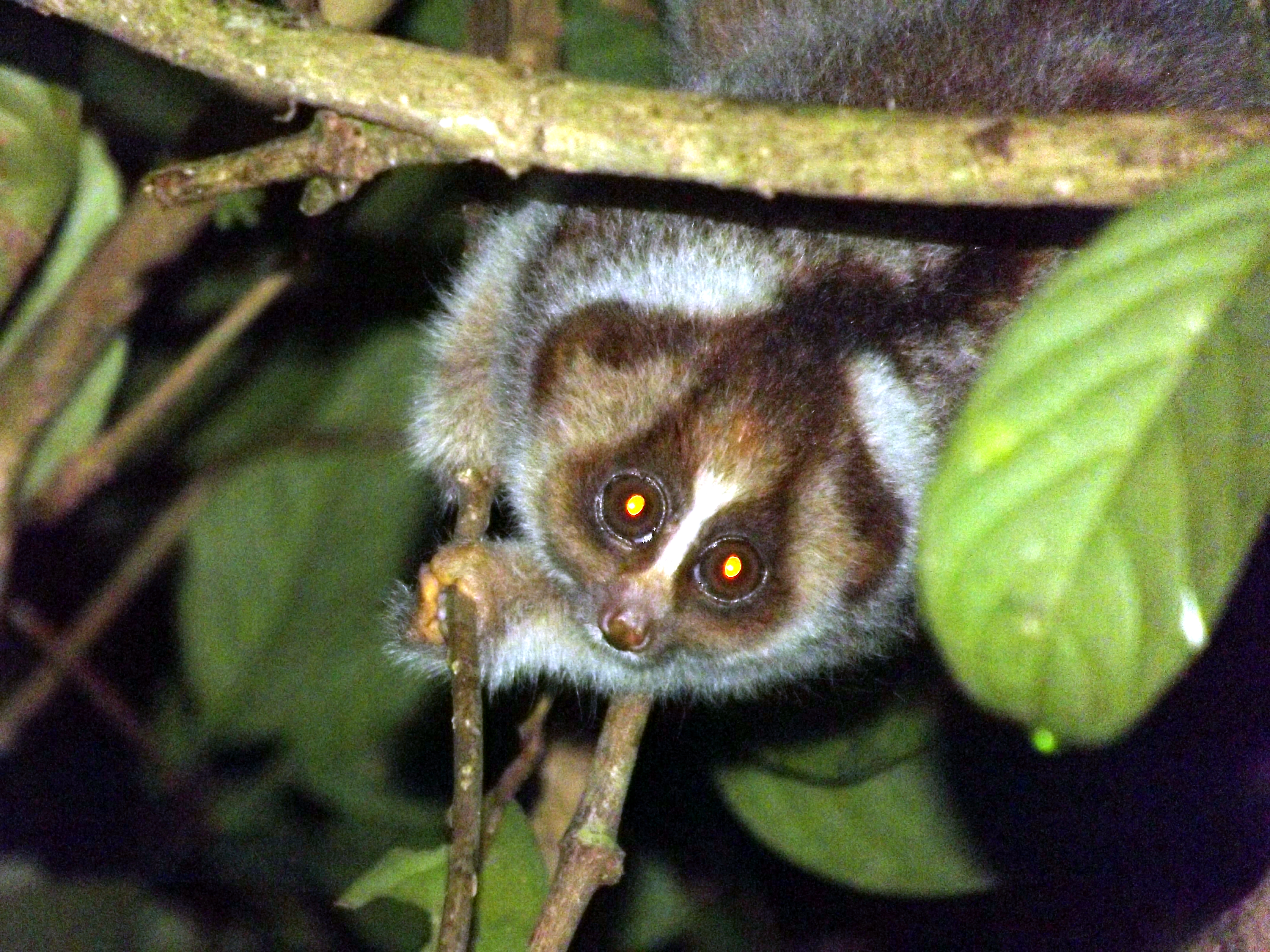
カヤンスローロリス N.kayan